# Cooma-Monaro Shire Council
Cooma-Monaro Shire Council is een Local Government Area (LGA) in de Australische deelstaat New South Wales. Cooma-Monaro Shire Council telt 9.792 inwoners. De hoofdplaats is Cooma .